# Stachyanthus cuneatus
Espèce
Synonymes
- Neostachyanthus cuneatus (Engl.) Exell & Mendonça[1]

Stachyanthus cuneatus Engl. ex Sleum. est une espèce de plantes de la famille des Icacinaceae et du genre Stachyanthus, endémique du Cameroun.

## Description
C'est une liane dioïque glabre.

## Distribution
On ne lui connaît que le spécimen collecté en fleur par Carl Ledermann en décembre 1909, dans un lieu désigné comme « Lom » (région du Centre ?). Cependant il pourrait s'agir de Loum dans la région du Littoral, d'après ce que l'on sait de l'itinéraire de Ledermann, qui précise les coordonnées géographiques de la localité (4° 43' N / 9°43 E).

Déposé à Berlin, cet échantillon, comme beaucoup d'autres, a été détruit dans l'incendie du musée en 1943.